# Vassili Perov
Vassili Perov   (Tobolsk, 21 de desembre de 1833 (Julià) - Kuzminki District, 29 de maig de 1882 (Julià)), nom complet amb patronímic, Vassili Grigórievitx Perov (rus: Василий Григорьевич Перов), de cognom real Kridener - (rus: Криденер), fou un pintor rus i un dels membres fundadors dels peredvíjniki, un moviment de pintors realistes russos.

## Vida i obra
Vassili Perov va néixer a Tobolsk, i era el fill il·legítim d'un procurador, el baró Grigori Kàrlovitx Kridener. Després de completar un curs a l'escola de l'uiezd d'Arzamàs, va ser traslladat a l'"Escola d'art Aleksandr Stupin", ubicada també a Arzamàs. En 1853 va ser admès a l'Escola de Pintura, Escultura i Arquitectura de Moscou, on va aprendre de diversos artistes de renom.
El 1856 fou guardonat amb una medalla de plata de menor importància pel seu esbós del cap d'un nen, presentat a l'Acadèmia Imperial de les Arts. Més tard, l'Acadèmia li va donar molts altres premis: el 1857 una medalla major de plata pel Comissari de policia rural investigant, una medalla d'or de menor importància per l'Escena en un sepulcre i el Fill d'un diak ascendit a primera rang, i en 1861 una important medalla d'or pel Sermó en un poble.
Va retornar ben d'hora a Moscou, i des del 1865 al 1871 Perov va crear les seves obres mestres La cua a la font, Un dinar al monestir, Últim viatge, Troica, Dilluns de Quaresma, Arribada d'una institutriu, Mestre de dibuix, Una escena en el ferrocarril , Última taverna a la porta de la ciutat, Ocellaire ', Pescador, i Caçadors en repòs.
En els seus quadres s'aprecia la seva democràcia, la seva proximitat al popular, a la vida quotidiana del poble, i també denota sincera compassió cap als humils. Per això, es pot comparar amb dos importants escriptors compatriotes i contemporanis seus: Nikolai Nekràssov i Fiódor Dostoievski, de qui va pintar un famós retrat.
En 1866 va rebre el títol d'acadèmic, i el 1871 el càrrec de professor a l'Escola d'Arts, Escultura i Arquitectura de Moscou. Va ser en aquest període que ell es va unir als peredvíjniki.
Perov va morir el 10 de juny (29 de maig segons el calendari julià) del 1882 al llogaret de Kuzminki (ara part de Moscou) a causa d'una tuberculosi. El seu cos va ser enterrat al Cementiri de Donskoi.

## Obres selectes

Drapaire a París, 1864
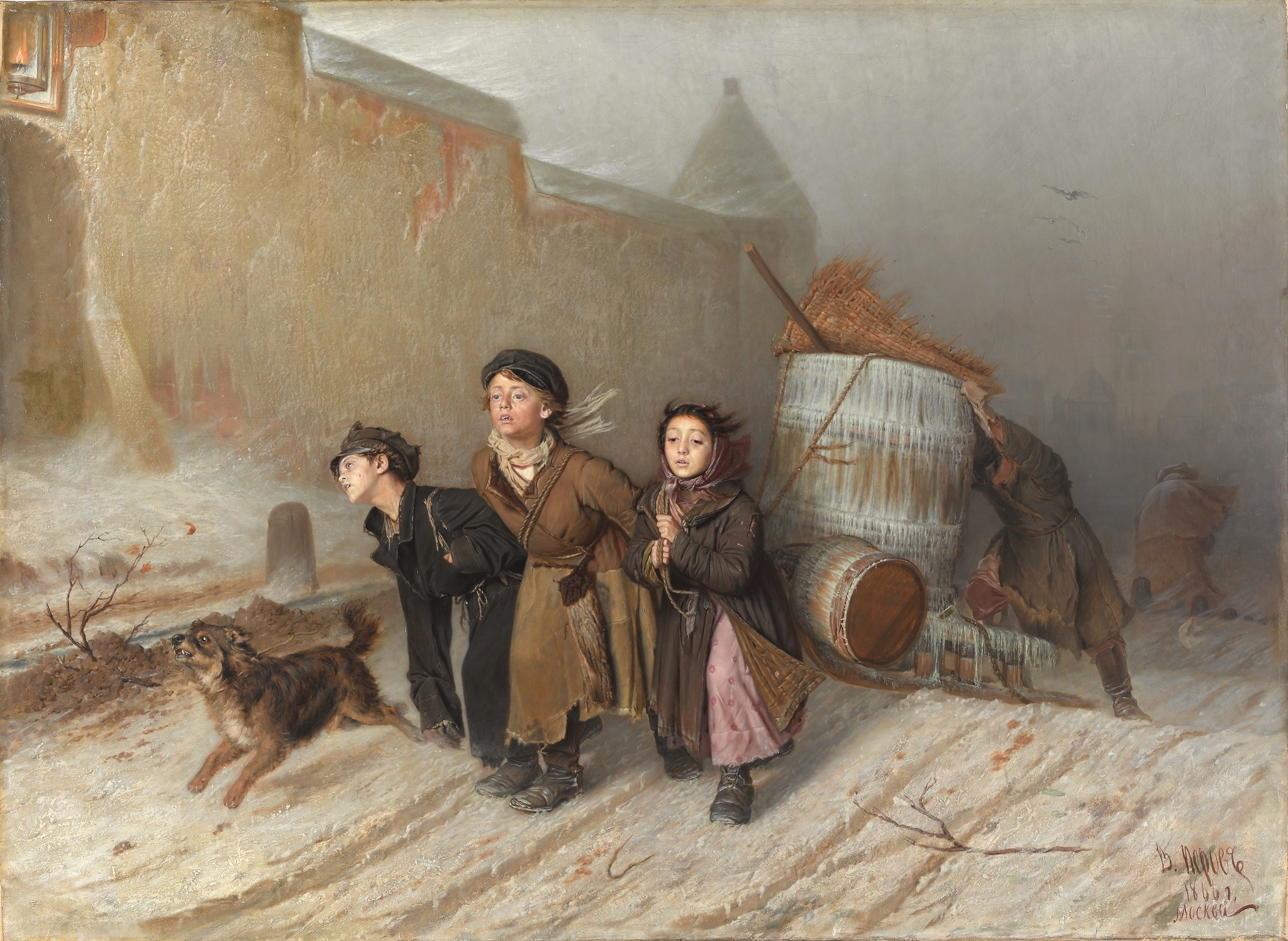
Troica. Aprenents buscant aigua, 1866
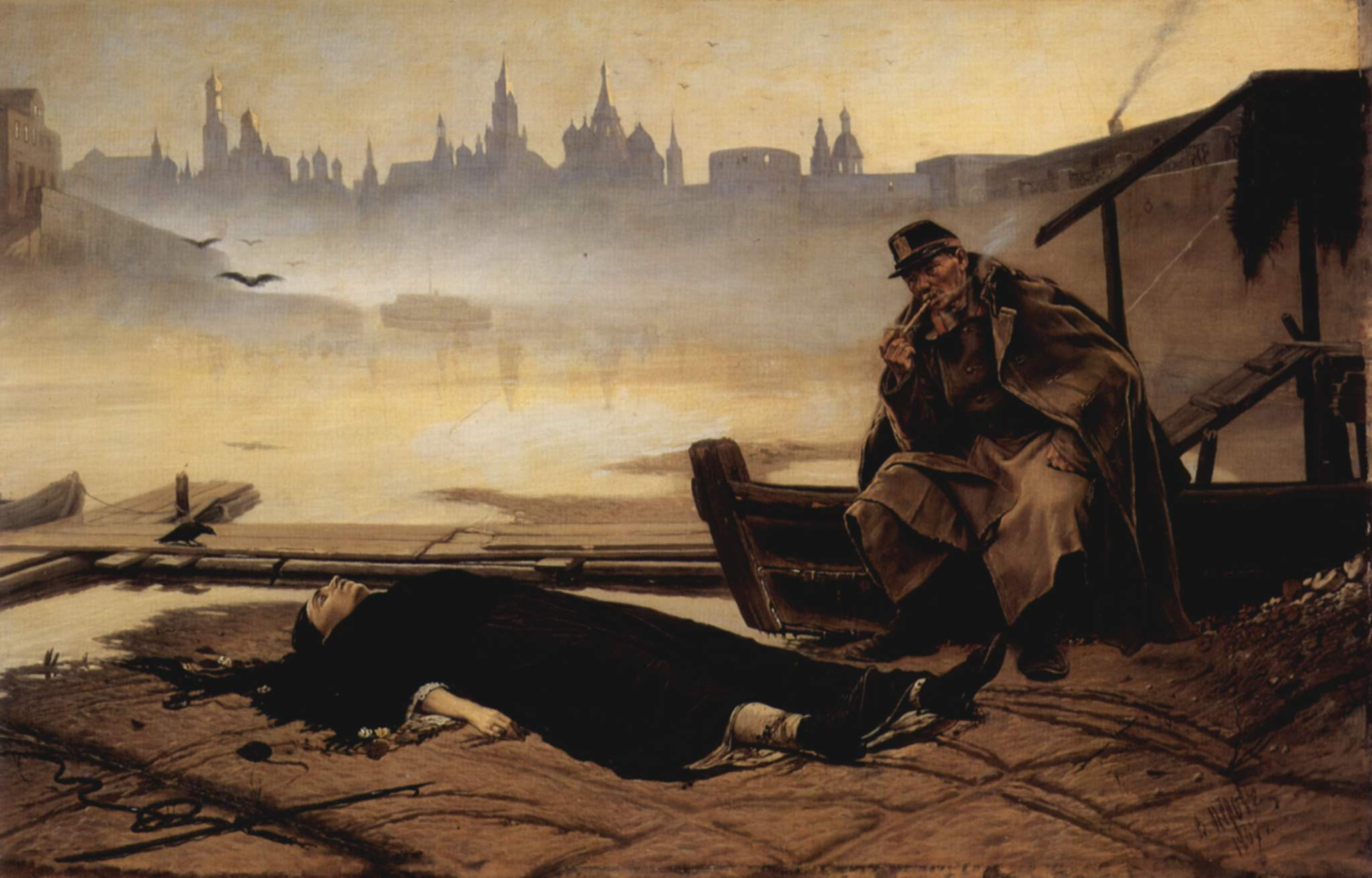
L'ofegat, 1867
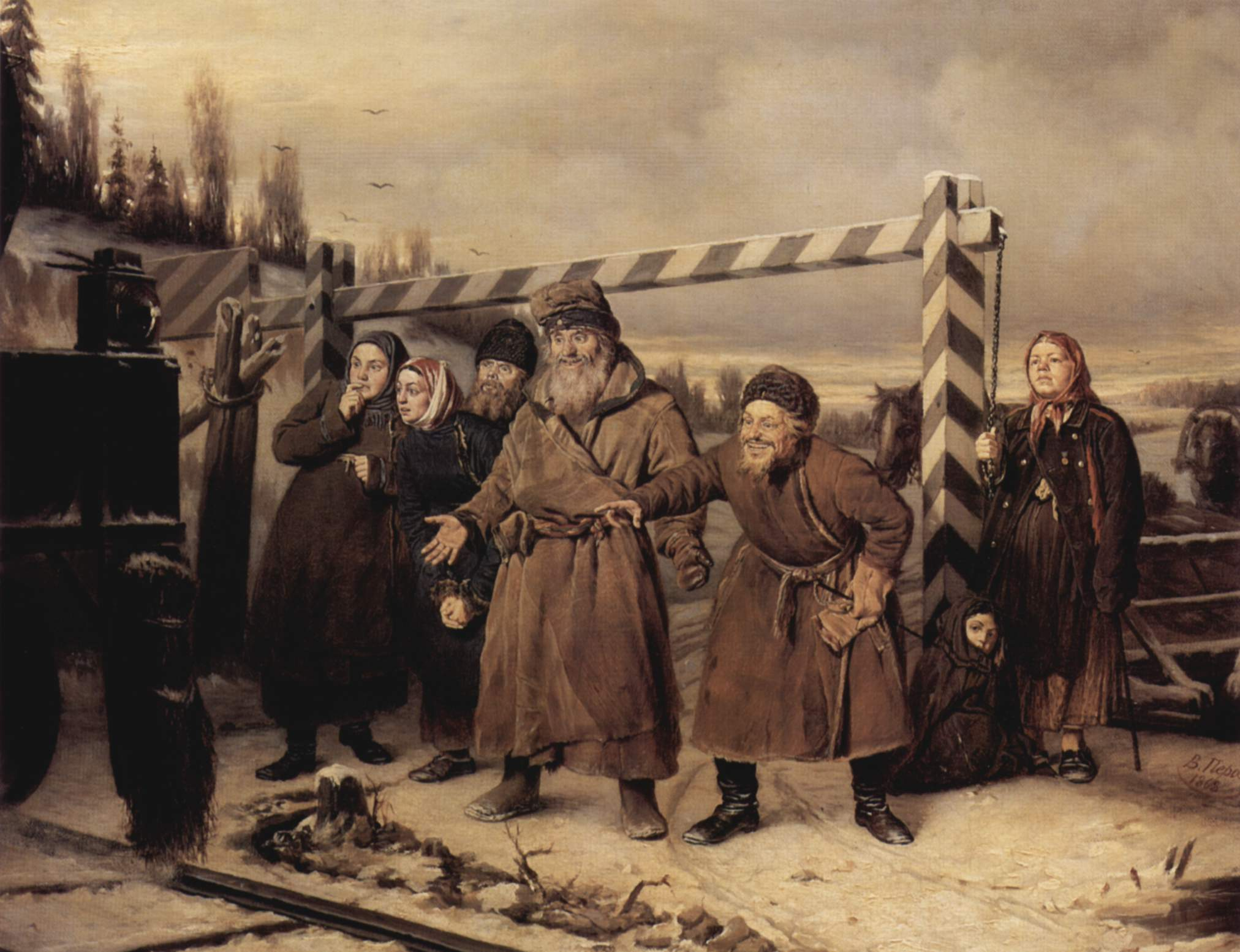
Al ferrocarril, 1868
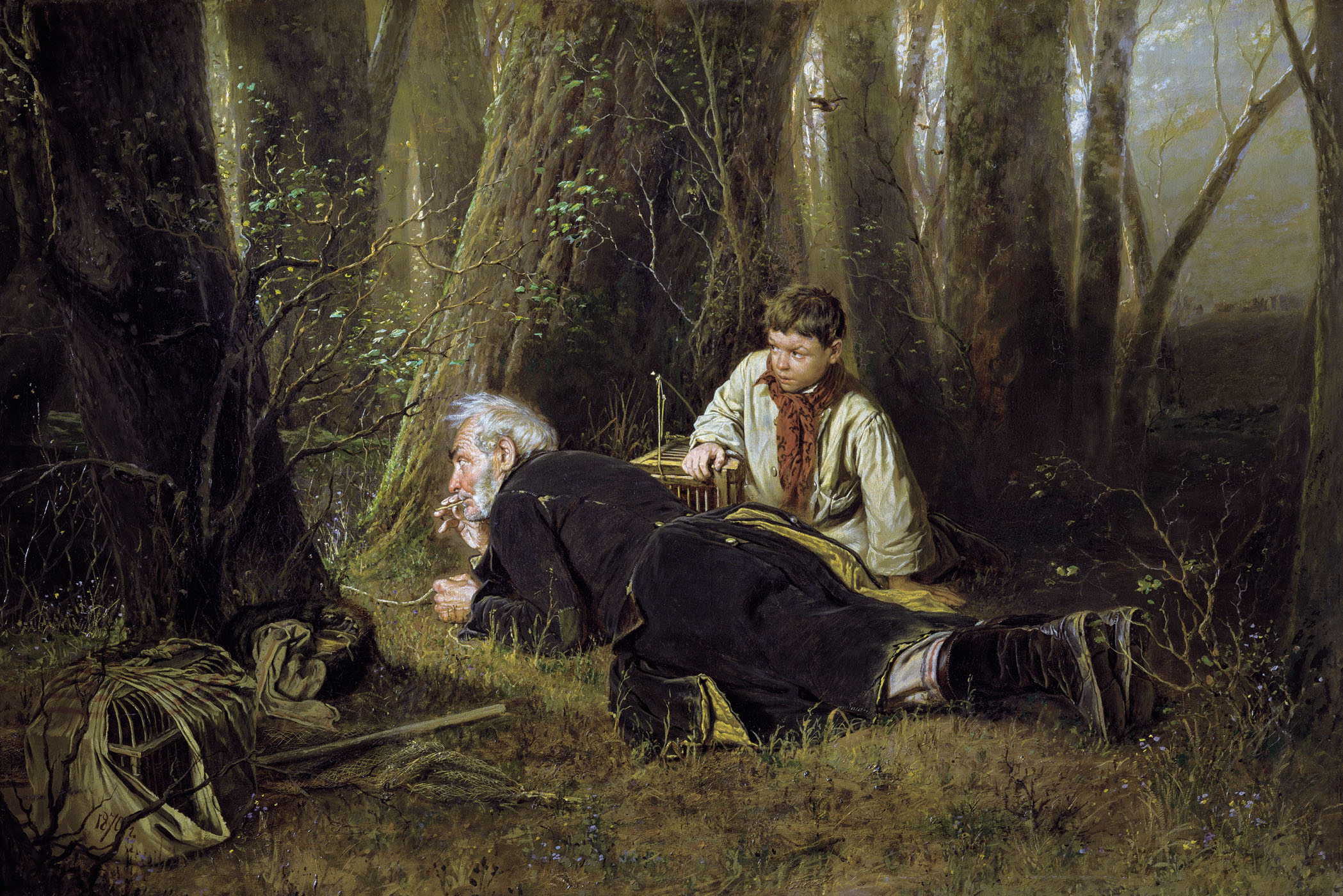
L'ocellaire, 1870
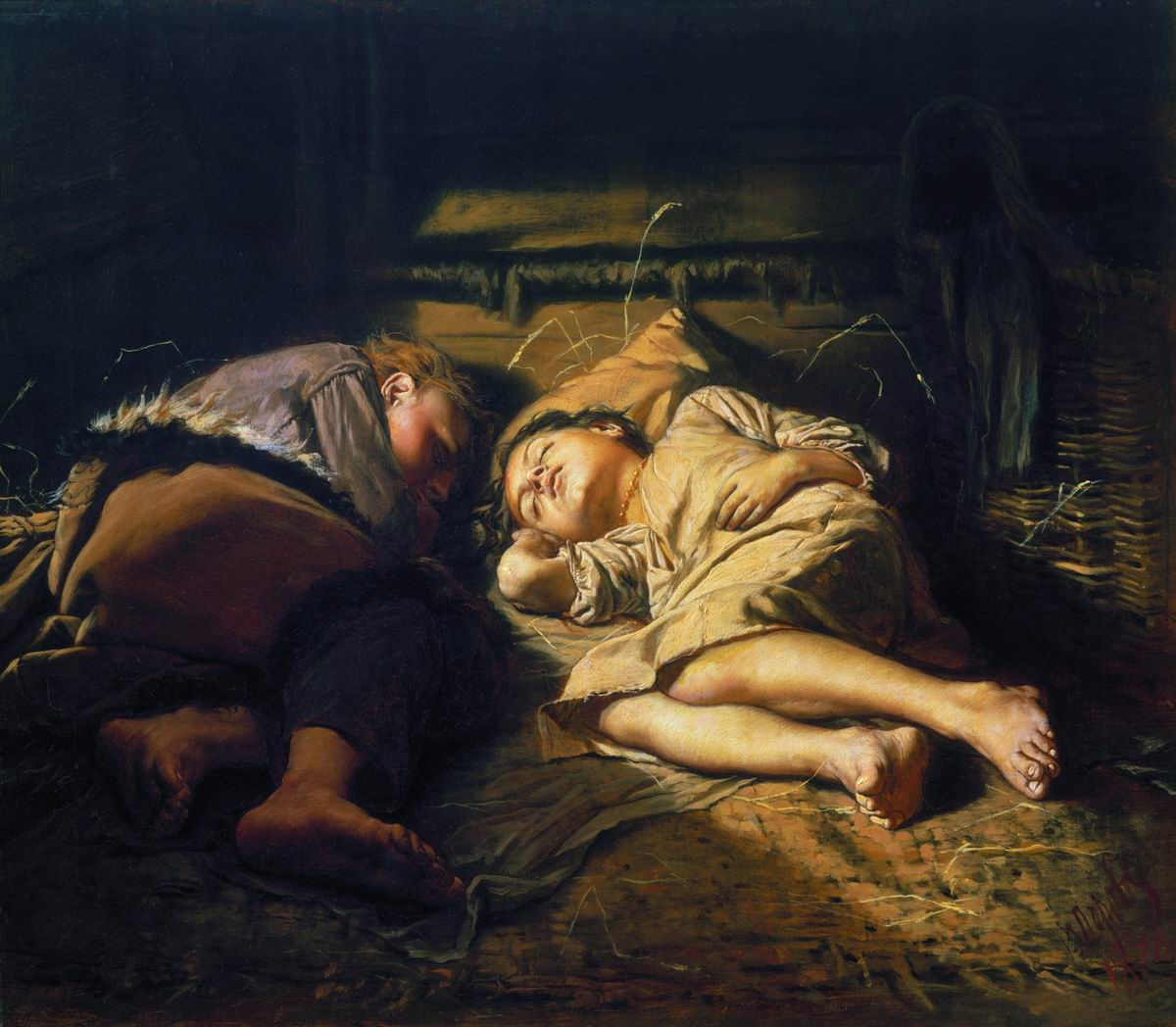
Nens que dormen, 1870
Els caçadors en repòs, 1871
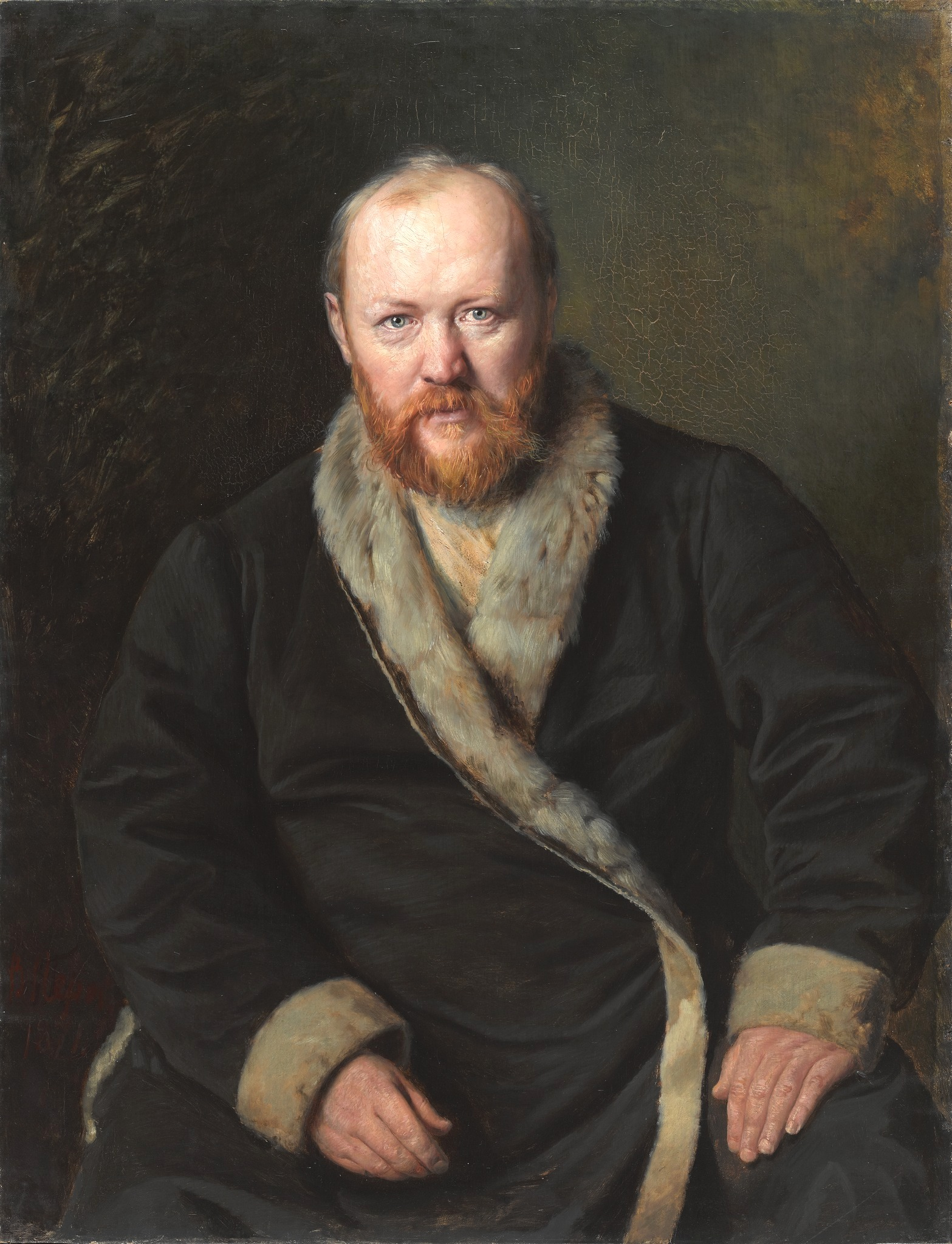
Aleksandr Ostrovski, 1871
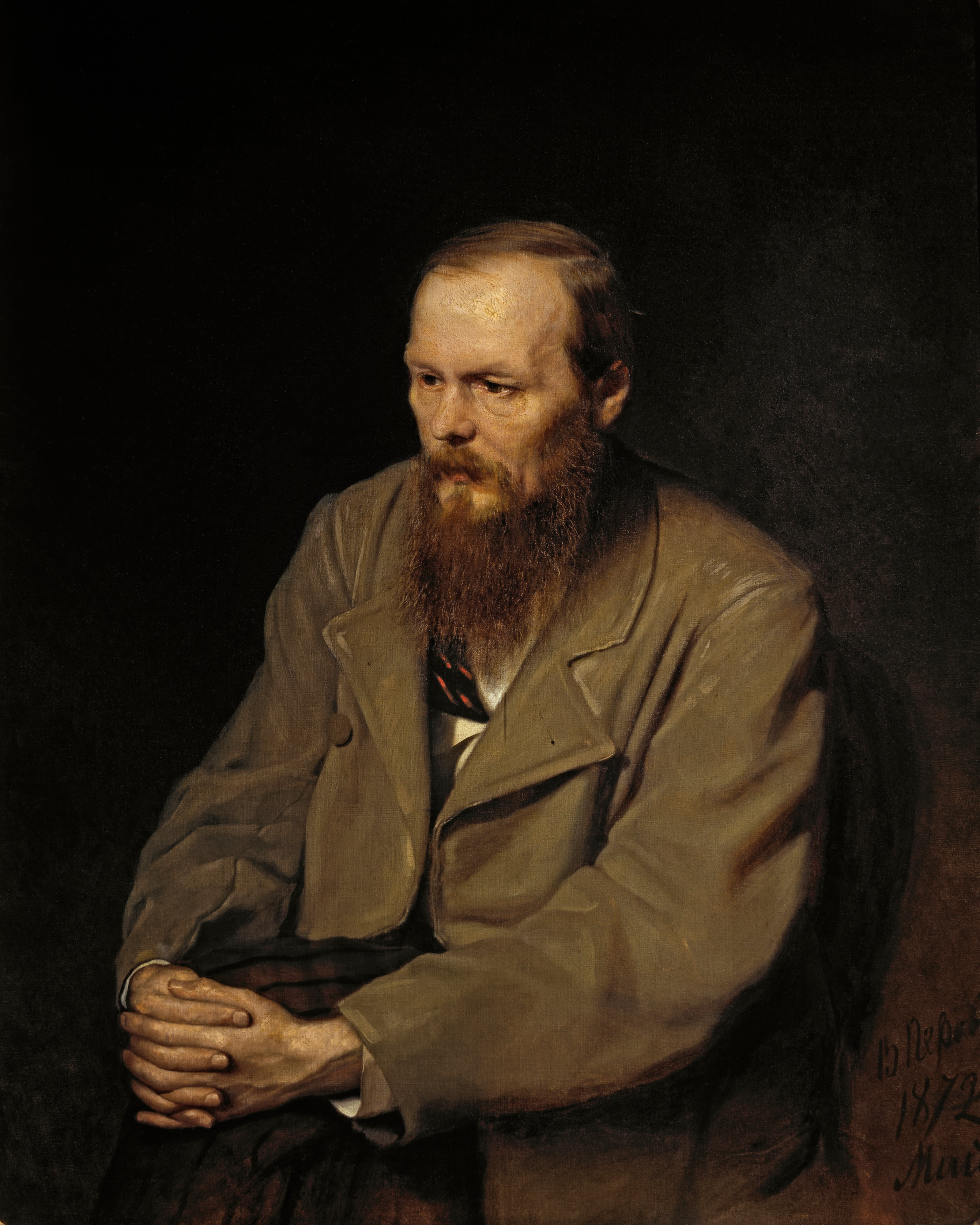
Fiódor Dostoievski, 1872
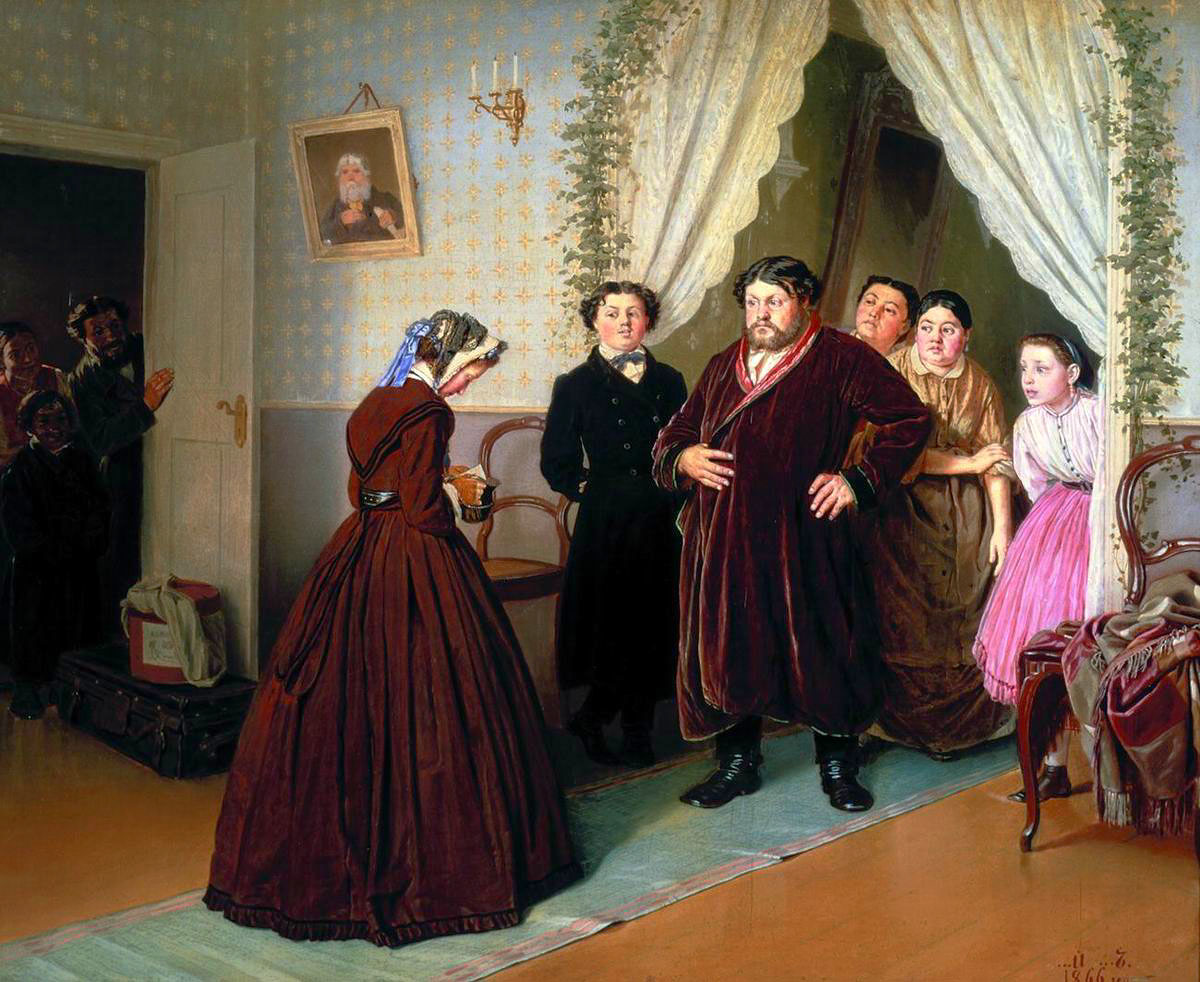
La institutriu arribant a la casa del marxant
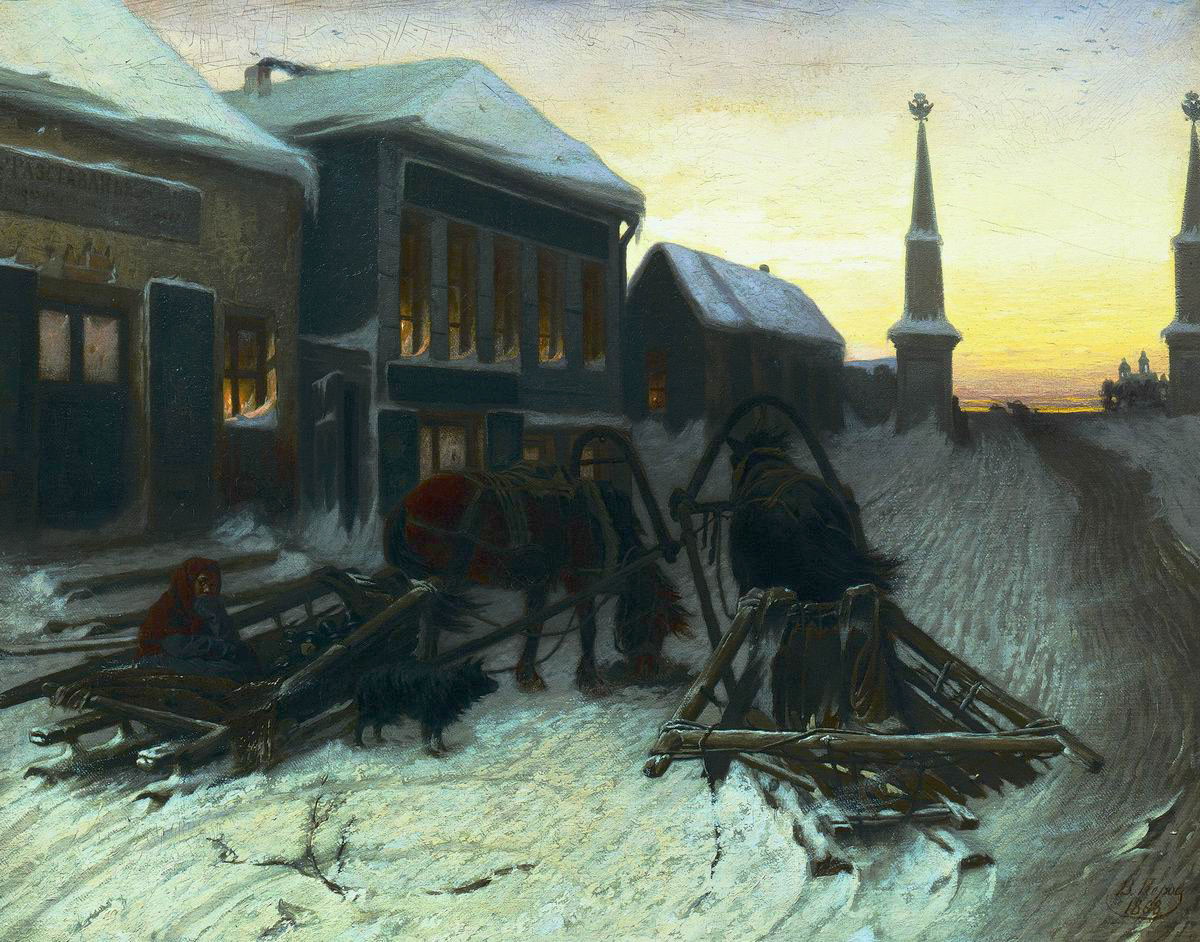
L'última taverna a les portes de la ciutat
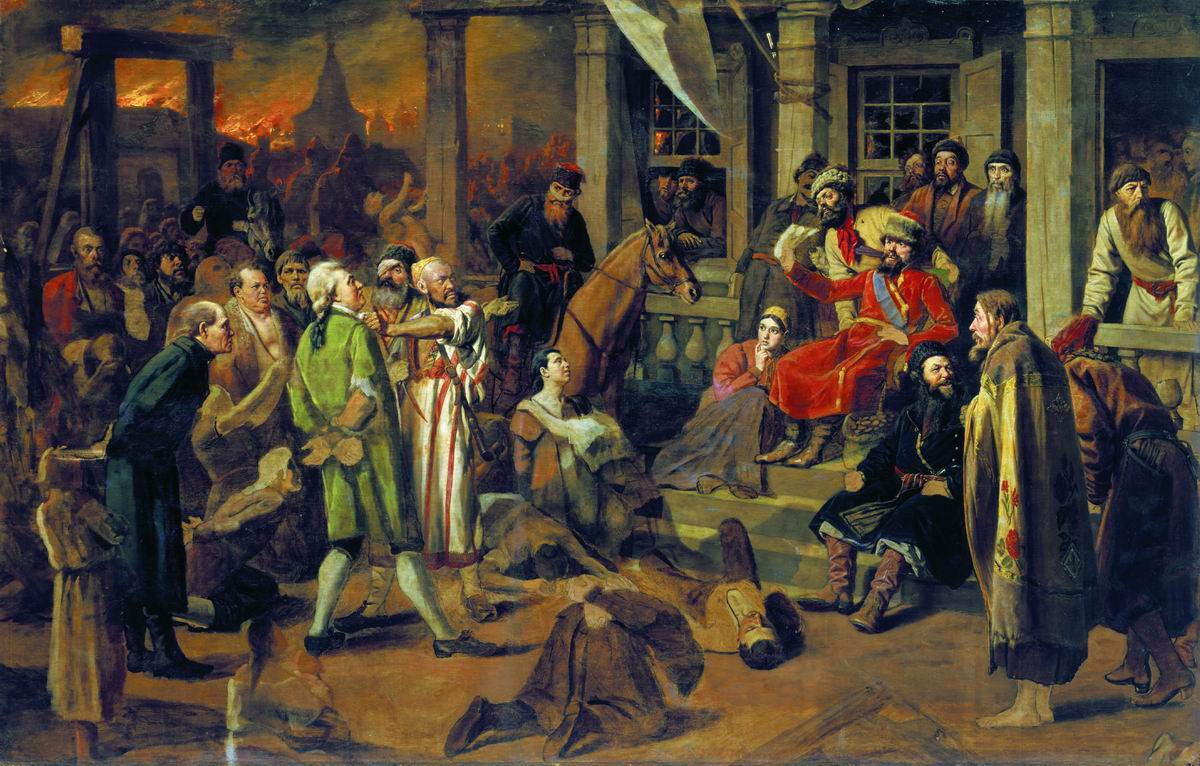
Judici de Pugatxov, 1879
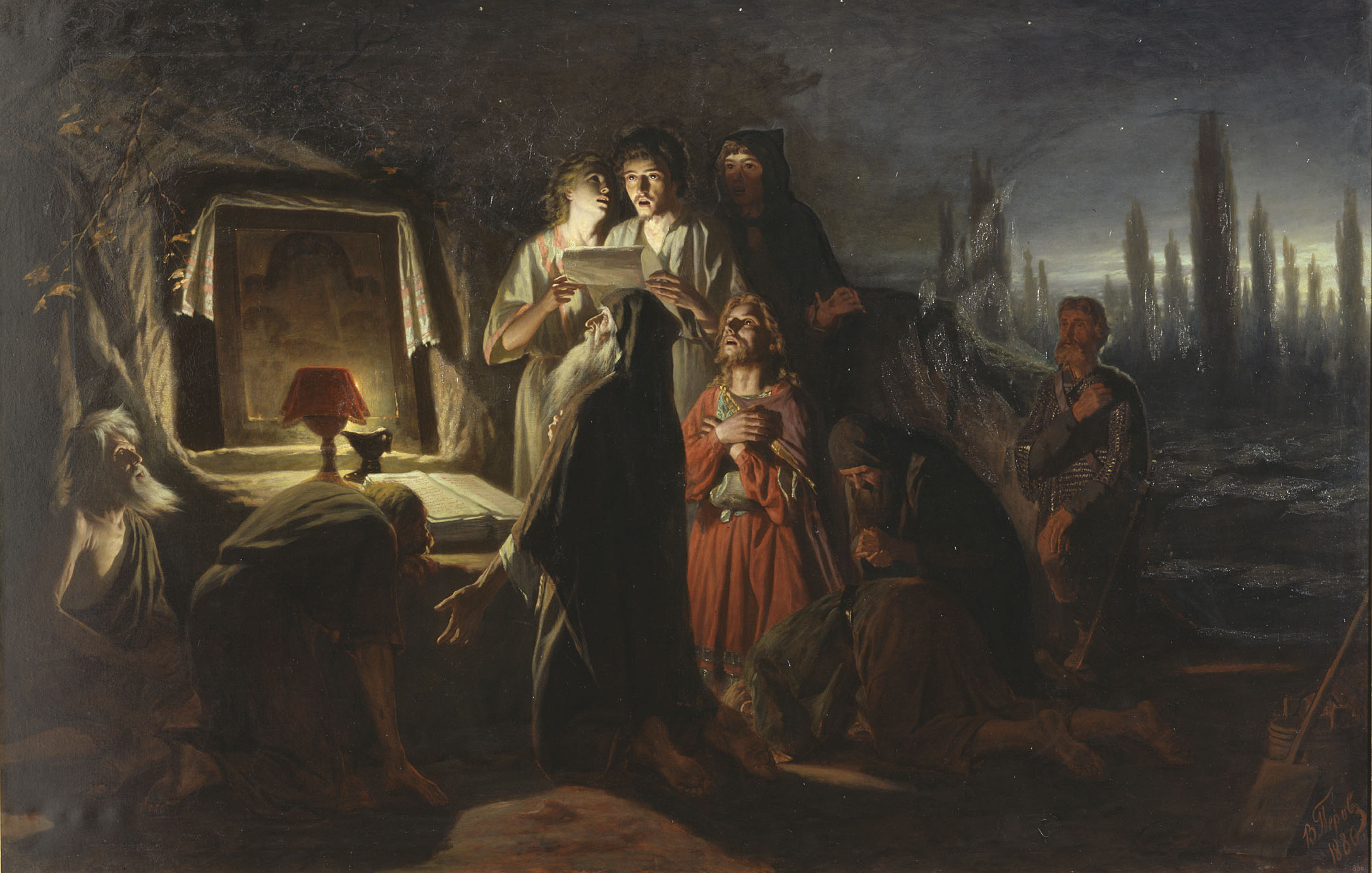
Primers cristians de Kíev, 1880
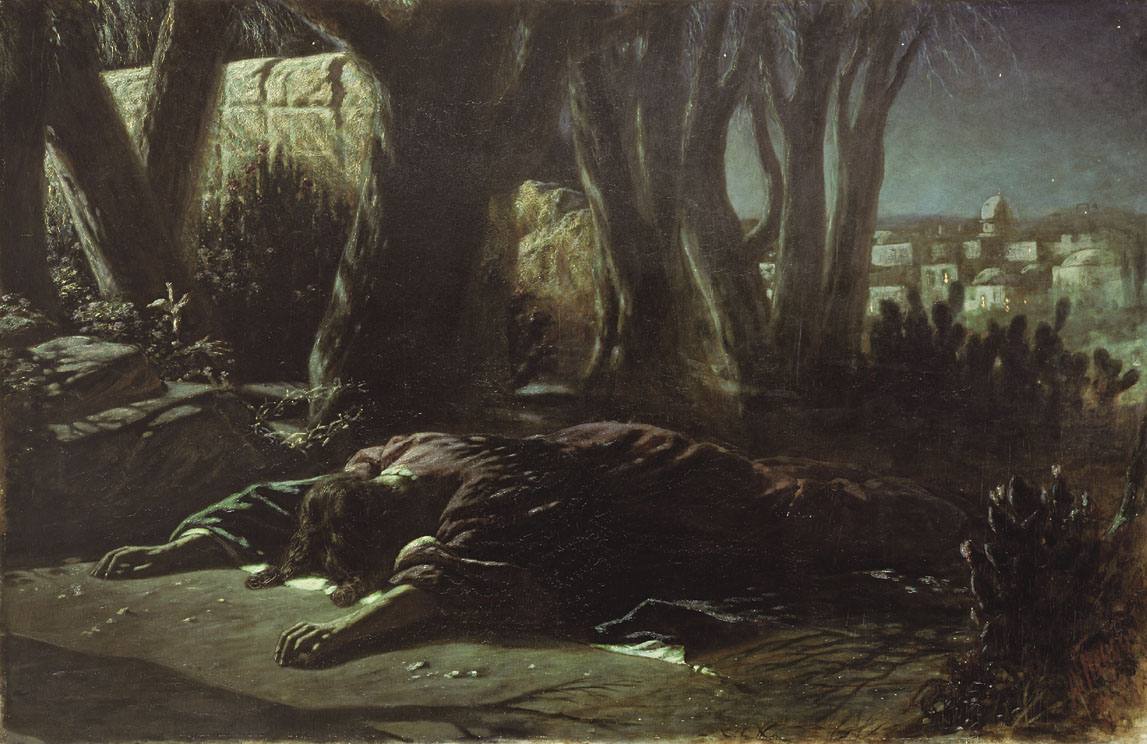
Crist al Mont de les Oliveres
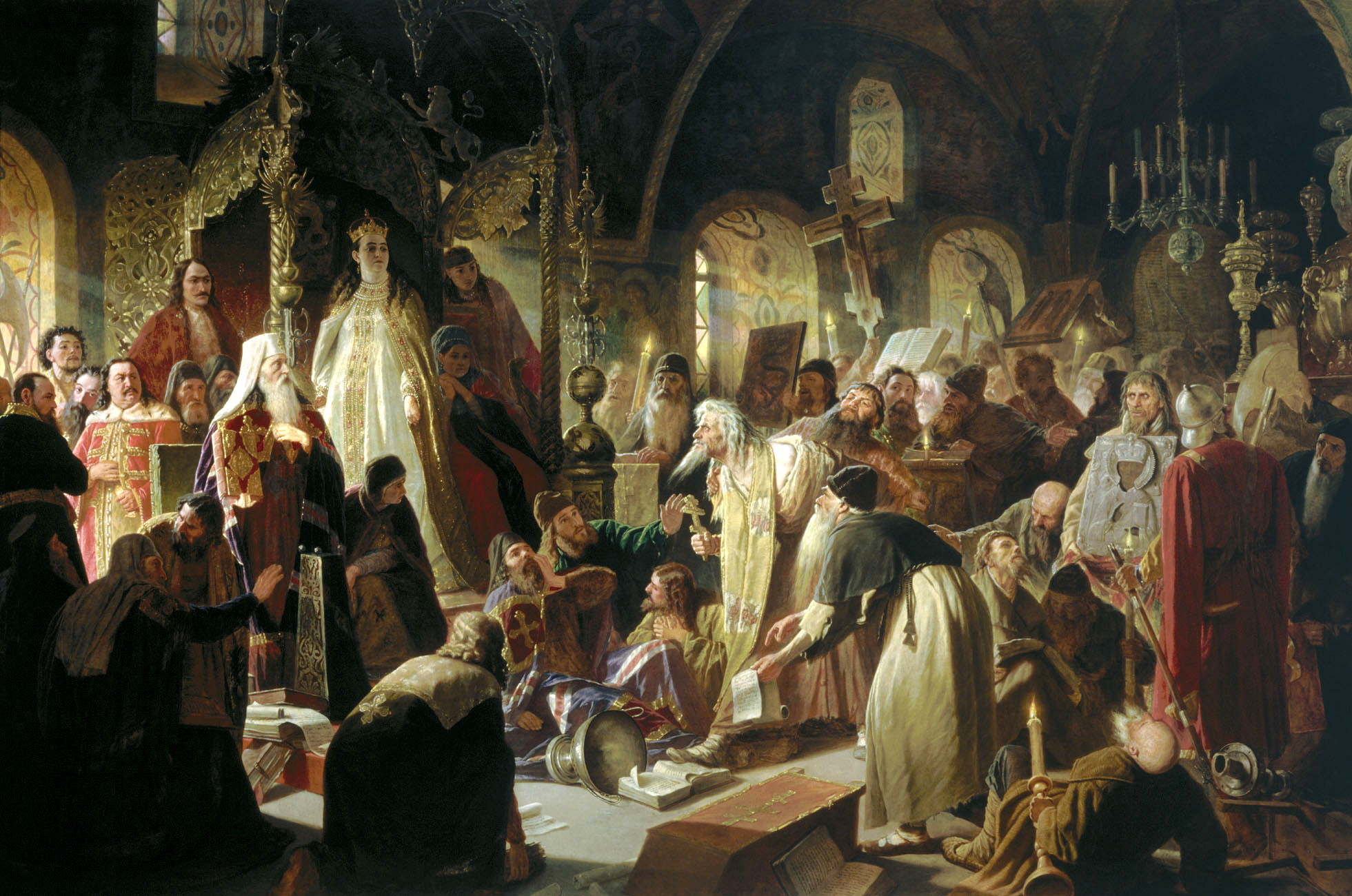
Nikita Pustosviat. Controvèrsies en la confessió de la fe, 1881